# ديفيد فيشر (سياسي)
ديفيد فيشر (بالإنجليزية: David Fisher)‏ هو صحفي وسياسي أمريكي، ولد في 3 ديسمبر 1794 في الولايات المتحدة، وتوفي بنفس المكان في 7 مايو 1886. حزبياً، نشط في حزب اليمين. انتخب عضو مجلس نواب أوهايو وانتخب عضو مجلس النواب الأمريكي.